# E (kana)

E w hiraganie

E w katakanie

E – czwarty znak japońskich sylabariuszy hiragana (え) i katakana (エ). Reprezentuje on samogłoskę półprzymkniętą przednią niezaokrągloną (wymawianą jak polskie e) i jest jednym z pięciu znaków kana reprezentujących samogłoski. Pochodzi bezpośrednio od znaków kanji 衣 (wersja w hiraganie) i 江 (wersja w katakanie).
Znak え w zapisie hiraganą może służyć jako przedłużenie samogłoski w sylabach kończących się na -e, jednak do wielu przedłużeń stosuje się też znak い (czyta się wtedy samogłoski jak długie e albo jak ej). 
エ jest w katakanie traktowane podobnie, choć zwykle do przedłużeń samogłosek używa się znaku ー, a także イ. W katakanie występuje również mniejsza wersja tego znaku (ェ), służąca głównie do utworzenia sylab niewystępujących w języku japońskim np. チェ (che).